# Батковица
Батковица (серб. Батковица / Batkovica) — село в общине Вишеград Республики Сербской Боснии и Герцеговины. Население составляет 38 человек по переписи 2013 года.